# Công ty tư nhân
Công ty tư nhân hoặc công ty đóng, là một doanh nghiệp công ty thuộc sở hữu bằng cách tổ chức phi chính phủ hoặc một số lượng tương đối nhỏ các cổ đông hoặc thành viên công ty mà không không cung cấp hoặc kinh doanh công ty của nó cổ (cổ phiếu) của công chúng nói chung về các chứng khoán thị trường trao đổi, mà là cổ phiếu của công ty được cung cấp, sở hữu, mua bán, trao đổi riêng tư. Ít hơn các điều khoản mơ hồ cho một công ty tư nhân là "công ty không thể viện chứng '' công ty chưa niêm yết 'và.
Mặc dù có thể nhìn thấy ít hơn so với của họ giao dịch công khai đối tác, các công ty tư nhân có một tầm quan trọng lớn trong nền kinh tế của thế giới. Trong năm 2008, 441 công ty tư nhân lớn nhất tại Hoa Kỳ chiếm 1,8 nghìn tỷ USD doanh thu và sử dụng 6,2 triệu người, theo Forbes. Năm 2005, một hồ bơi kích thước nhỏ hơn đáng kể (22,7%) sử dụng để so sánh, 339 công ty trên Forbes khảo sát chặt chẽ tổ chức các doanh nghiệp Mỹ đã bán được một nghìn tỷ đô la giá trị hàng hoá và dịch vụ (44%) và sử dụng 4 triệu người. Năm 2004, Forbes tính của các doanh nghiệp Mỹ tư nhân với ít nhất 1 tỷ $ trong doanh thu là 305.
Koch Industries, Bechtel, Cargill, Publix, Pilot Corp, một trong những thành viên của Big Four công ty kế toán Deloitte Touche Tohmatsu]], Hearst Tổng công ty, S. C. Johnson, Mars là một trong những lớn nhất công ty tư nhân ở Hoa Kỳ. [KPMG, công ty kế toán, Ernst & Young và PricewaterhouseCoopers, IKEA, Trafigura, JC Bamford Máy xúc (JCB), LEGO, Bosch, Rolex và Victorinox là một số ví dụ của châu Âu lớn nhất tư nhân tổ chức công ty.